# Oliver Sigurjónsson
Oliver Sigurjónsson, né le 3 mars 1995, est un footballeur international islandais. Il évolue au poste de milieu défensif au club de Breiðablik Kópavogur.

## Carrière
Oliver Sigurjónsson honore sa première sélection le 13 novembre 2015 lors d'un match amical contre la Pologne.

## Statistiques
| Saison                | Club                  | Championnat           | Championnat | Championnat | Coupe(s) nationale(s) | Coupe(s) nationale(s) | Compétition(s) continentale(s) | Compétition(s) continentale(s) | Compétition(s) continentale(s) | Islande | Islande | Total | Total |
| Saison                | Club                  | Division              | M.          | B.          | M.                    | B.                    | Comp.                          | M.                             | B.                             | M.      | B.      | M.    | B.    |
| 2014                  | Breiðablik Kópavogur  | Úrvalsdeild           | 5           | 0           | 0                     | 0                     | -                              | -                              | -                              | -       | -       | 5     | 0     |
| 2015                  | Breiðablik Kópavogur  | Úrvalsdeild           | 19          | 2           | 0                     | 0                     | -                              | -                              | -                              | 2       | 0       | 21    | 2     |
| 2016                  | Breiðablik Kópavogur  | Úrvalsdeild           | 18          | 1           | 2                     | 0                     | C3                             | 2                              | 1                              | -       | -       | 22    | 2     |
| Total sur la carrière | Total sur la carrière | Total sur la carrière | 42          | 3           | 2                     | 0                     | -                              | 2                              | 1                              | 2       | 0       | 48    | 4     |